# Танець з мерцями
Танець з мерцями (груз. ცეკვა მკვდრებით) — п'єса грузинського драматурга Міхо Мосулішвілі. Це комічний трилер у двох діях. П'єса написана у 2005 році. Прем'єра відбулась 12 травня 2008 року на Грузинському радіо постановою режисера Зураба Канделакі. Вперше опублікована у 2010 році.

## Сюжет
Дія відбувається у самотньому гірському готелі «Dreamland of Mountains» на Кавказі. Готелем володіють дві сімейні пари: Деві з Боа і Тату з Лілі. Через постійну війну, що точиться у регіоні, у них практично не буває клієнтів. Щоб якось вижити вони займаються трафіком героїну із сусідньої країни. Проблеми починаються, коли їхній партнер по наркобізнесу Сіко-Торпедо, залишає чемодан з 2 млн доларів. Проте при підрахунку виявляється, що бракує півмільйона. Пари підозрюють один одного у крадіжці грошей. Доходить до того, що Боа вмовляє свого чоловіка Деві взяти ключку для гольфу і вбити партнерів. Це ж саме задумали Тату з Лілі. Внаслідок бійки Лілі вбиває Боа, а Деві — Тату. Оговтавшись, Лілі та Деві вирішили інсценувати автомобільну аварію. Вони перенесли тіла Тату і Боа у машину, підкинули трішки грошей та зіштовхнули автомобіль у безодню.
Лілі та Деві продовжують жити в готелі, тепер як пара. В цей час, у фінальній сцені, Тату і Боа на небі вчаться гри в гольф разом з Вільямом Шекспіром та вивчають сольфеджіо у Гвідо д'Ареццо.

## Персонажі
- Деві — чоловік, клацає своїми фігурними дужками
- Boa — дружина, ходить навшпиньки
- Тату — інший чоловік, дзвенить своїм намистом
- Лілі — інша дружина, її намисто нагадує срібні монети
- Власник — генерал відділу збройних сил, ходить нечутно

## Прем'єра
- 12 травня 2008 р — Грузинська радіо FM 102,4, директор Зураб Канделакі

## Публікація
- 4 грудня 2014 — FeedARead.com Publishing, Total Pages: 167. ISBN 9781785103711[1]